# .edu
‎.edu‏ یک دامنه اینترنتی سطح‌بالای ضمانت‌شده اختصاص داده شده به امور آموزشی در سامانه نام دامنه است. پس از سال ۲۰۰۱ میلادی، این دامنه فقط به موسسات آموزشی در ایالات متحده آمریکا اختصاص می‌یابد، ولی پیش از آن همهٔ جهان می‌توانستند از آن استفاده کنند.